# Har Gobind Khorana
Har Gobind Khorana, né le 9 janvier 1922 à Raipur au Pendjab et mort le 9 novembre 2011 à Concord au Massachusetts, est un biologiste indien naturalisé américain.

## Biographie
De famille pauvre et de mère analphabète, il fait sa première année d'école en plein air au bord du désert du Ràjasthàn. À l'aide de bourses, il obtient un doctorat de l'université de Liverpool en 1948 et, pendant trois ans, étudie les protéines et les acides nucléiques à Cambridge. Il est engagé comme organicien au BC Research Council à Vancouver en 1952.
Il explique le processus de dégradation de l'ADN par les enzymes, étudie les précurseurs cycliques de l'ADN et découvre comment unir les éléments constitutifs en chaînes d'ADN.
En 1960, il part pour les États-Unis. Là, il démontre l'existence du triplet à la base du code génétique et synthétise un gène dans un tube à essai.
Il obtient en 1968 le prix Nobel de physiologie ou médecine avec Robert W. Holley et Marshall Nirenberg « pour leur interprétation du code génétique et de sa fonction dans la synthèse des protéines ».

## Récompenses et distinctions
- 1968 : Prix Nobel de médecine
- 1968 : Prix Albert-Lasker pour la recherche médicale fondamentale
- 1968 : Prix Louisa-Gross-Horwitz
- 1974 : Willard Gibbs Award
- 1980 : Prix Gairdner